# Karsten Albert
Karsten Klaus Albert (ur. 13 października 1968 w Friedrichroda) – enerdowski oraz niemiecki saneczkarz startujący w jedynkach, medalista mistrzostw świata i Europy.
Na igrzyskach olimpijskich startował dwukrotnie, w latach 1998-2002, zajmując odpowiednio 12 i 6. miejsce. Na mistrzostwach świata zdobył jeden medale. W 2001 został wicemistrzem świata w drużynie mieszanej. Na mistrzostwach Europy wywalczył trzy medale: złoty i dwa srebrne. Najbardziej udana była dla niego impreza w 1998, kiedy do zdobył złoto w drużynie oraz srebro indywidualnie. W 2000 wraz z kolegami z drużyny został wicemistrzem kontynentu.
W 2003 zakończył karierę.

## Osiągnięcia

### Igrzyska olimpijskie
| Rok  | Miejsce        | Jedynki |
| ---- | -------------- | ------- |
| 1998 | Nagano         | 12.     |
| 2002 | Salt Lake City | 6.      |